# Cheongsong-gun

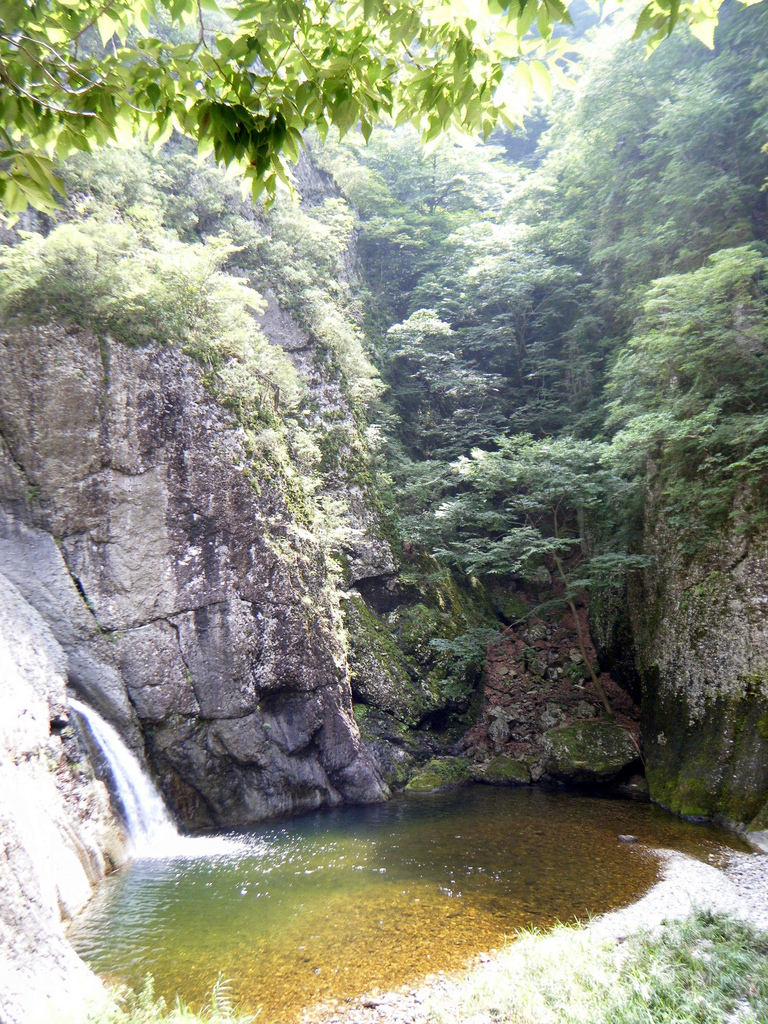
Vattenfall i Juwangsan nationalpark i landskommunen Cheongsong.

Cheongsong-gun är en landskommun (gun) i den sydkoreanska provinsen Norra Gyeongsang. Folkmängden var 25 223 invånare i slutet av 2020. Den administrativa huvudorten heter Cheongsong-eup och hade 5 227invånare år 2020.
Kommunen är indelad i en köping (eup) och sju socknar (myeon):
Andeok-myeon,
Bunam-myeon,
Cheongsong-eup,
Hyeondong-myeon,
Hyeonseo-myeon,
Jinbo-myeon,
Juwangsan-myeon och
Pacheon-myeon.